# Vaporetto de Lyon
Pour l’article homonyme, voir Vaporetto.
Le Vaporetto de Lyon est un bateau-bus destiné à la desserte du centre commercial de Confluence à Lyon.
Son exploitation a débuté le 4 avril 2012 et s'est achevé le 18 mai 2025.

## Présentation
| \| Quai Arloing Quai de Bondy Quai des Célestins Quai Antoine-Riboud \| Les quatre haltes desservies par la navette |
| Quai Arloing Quai de Bondy Quai des Célestins Quai Antoine-Riboud                                                   |

Initiée par Unibail Rodamco pour promouvoir et améliorer la déserte du centre commercial dont la société est propriétaire, une navette fluviale est mise en place dès l'inauguration du complexe en avril 2012. Le bateau de 90 places est acheté d'occasion : il s'agit de l'ancien bateau Jules Verne qui a assuré le Navibus Erdre à Nantes.
L'exploitation de la ligne était assurée par la société Les Yachts de Lyon, la navette circulant chaque jour, de 9h30 à 21h30, excepté durant la pause hivernale.
Le bateau qui était utilisé sur ce service navigue désormais sur la navette fluviale des TCL Navigône en attendant la réception de nouveaux bateaux électriques en septembre 2025.

### Ligne régulière
La desserte était constituée de quatre haltes sur la Saône :
- Quai Arloing, en rive droite de la Saône dans le quartier de Vaise ;
- Quai de Bondy, en rive droite de la Saône près de la Gare Saint-Paul ;
- Quai des Célestins, en rive gauche de la Saône près de Bellecour ;
- Quai Antoine-Riboud, au nord de la darse ou « place nautique » dans le quartier Confluence.

Le trajet entier de la navette était réalisé en 40 minutes environ.
Le 20 mars 2017, la desserte a été prolongée jusqu'au quartier de Vaise avec une nouvelle halte au niveau du quai Arloing.

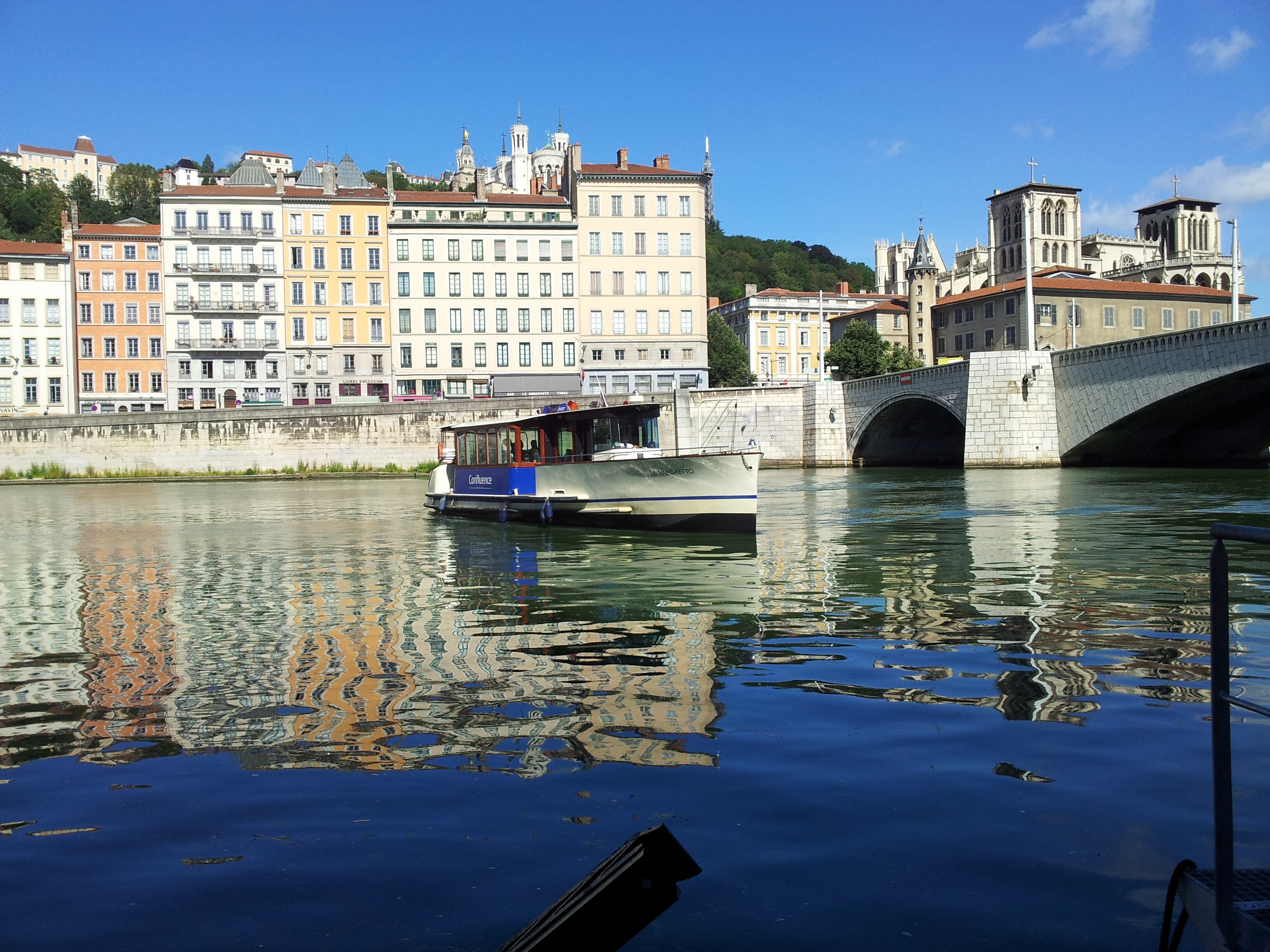
Le vaporetto de Lyon.
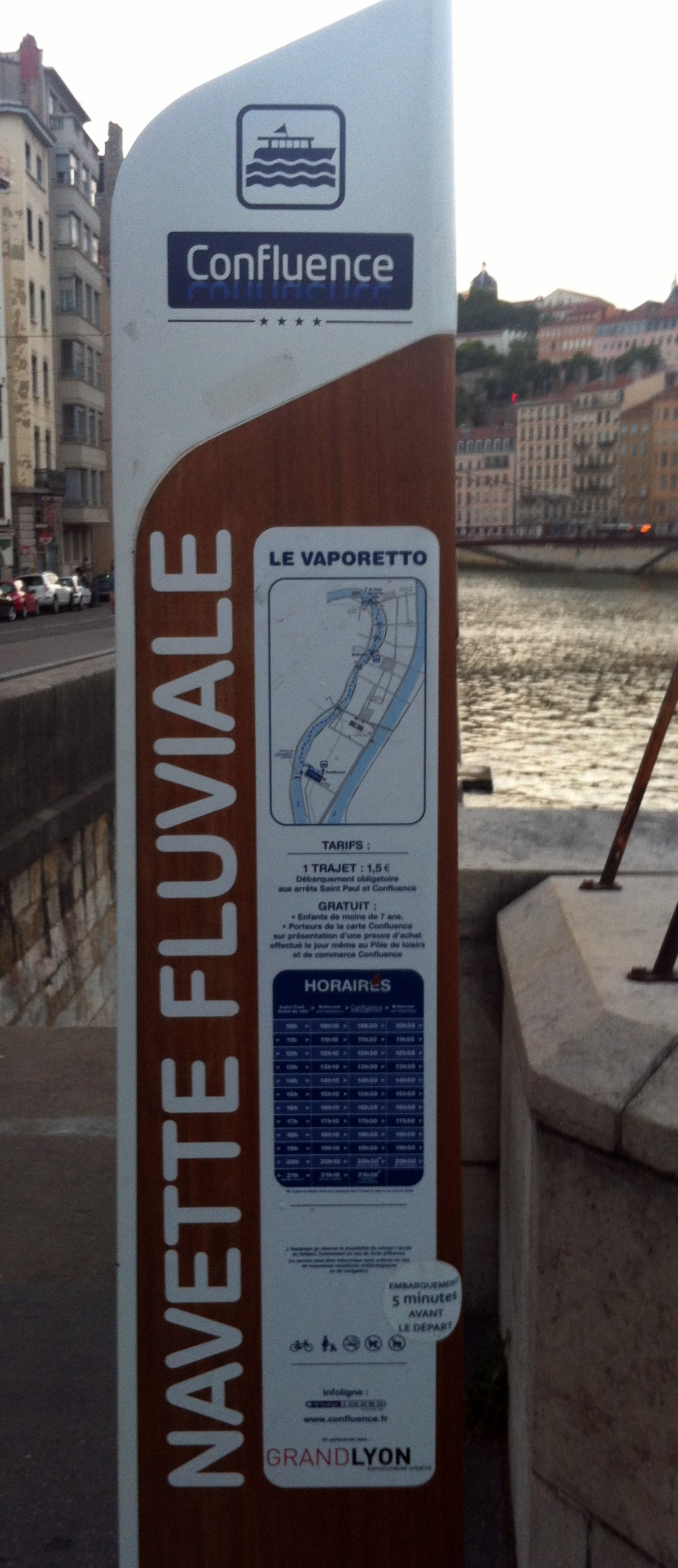
Un arrêt du vaporetto, au niveau du quai de Bondy.
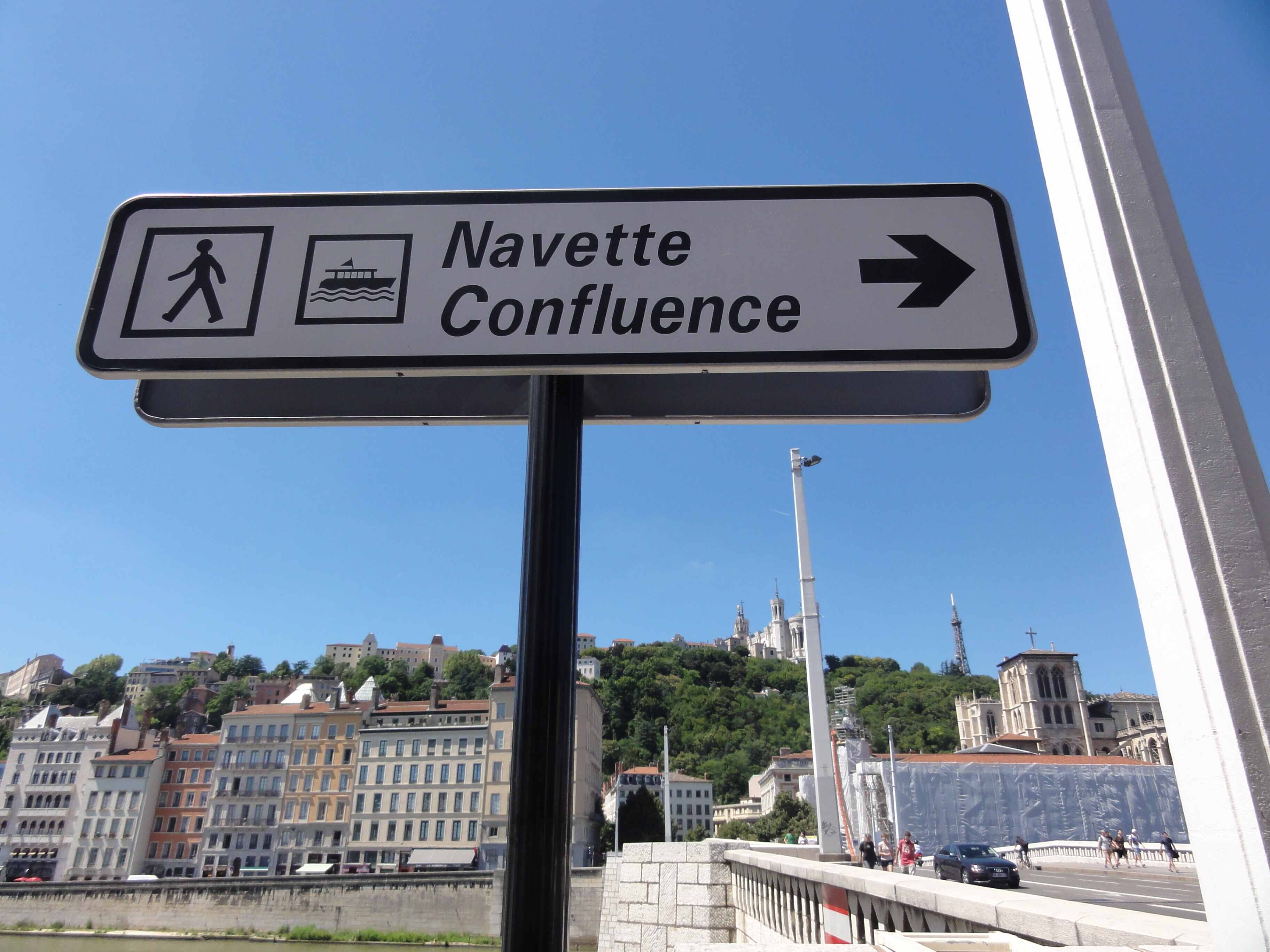
Signalisation urbaine du Vaporetto de Lyon.
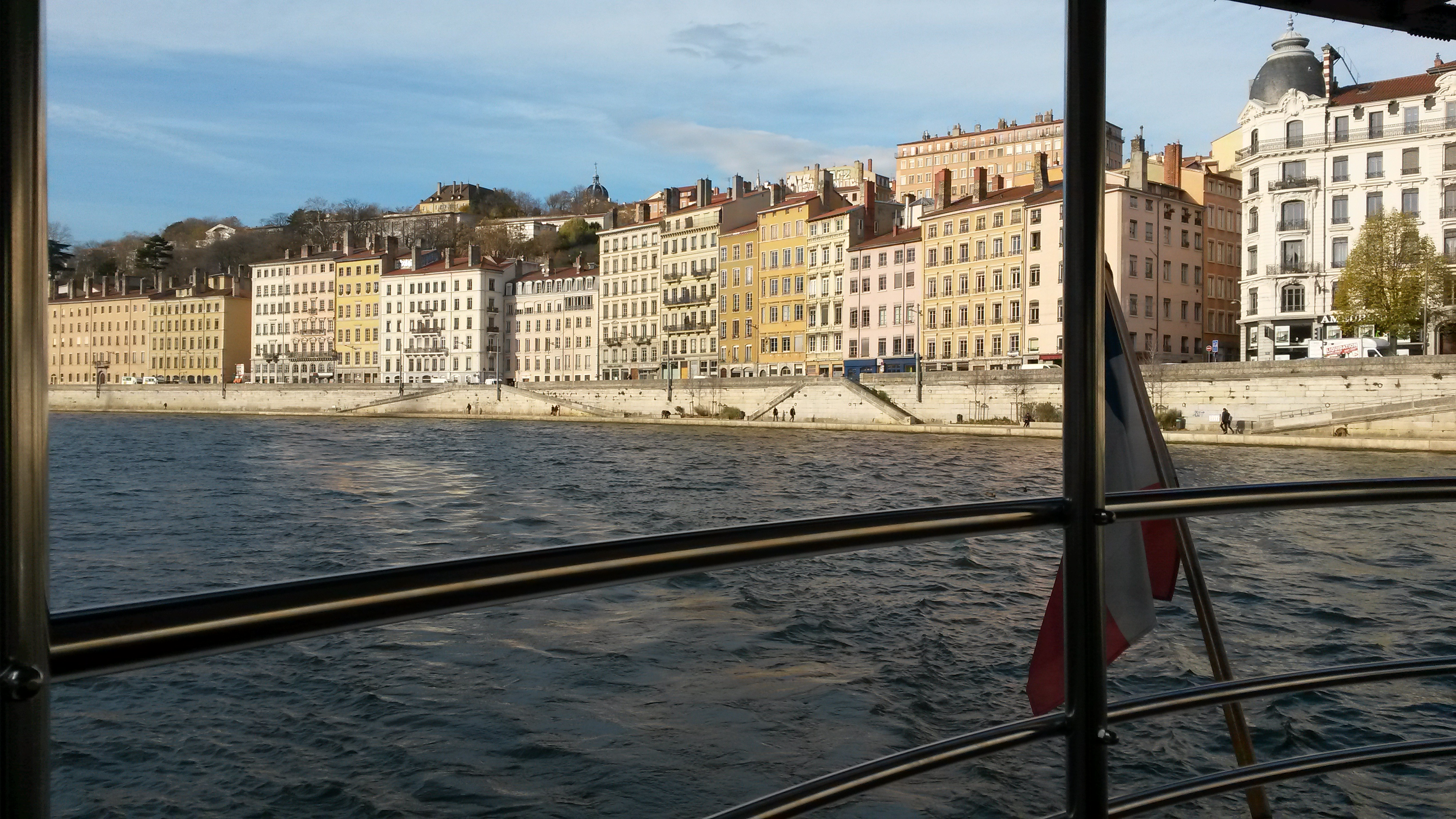
Quai Saint-Vincent vu de l'arrière du Vaporetto
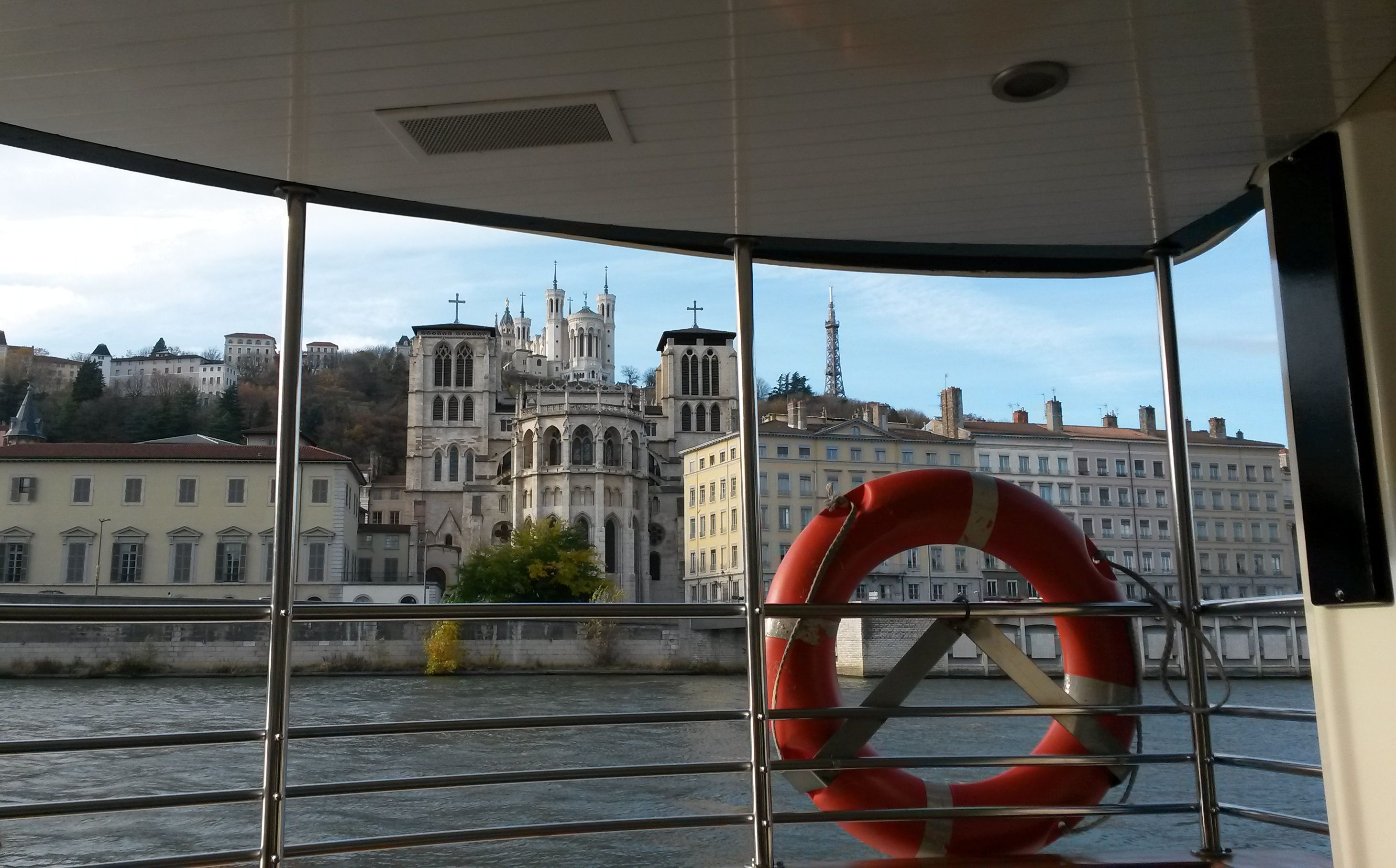
Cathédrale Saint-Jean vue depuis le Vaporetto

### Ligne touristique

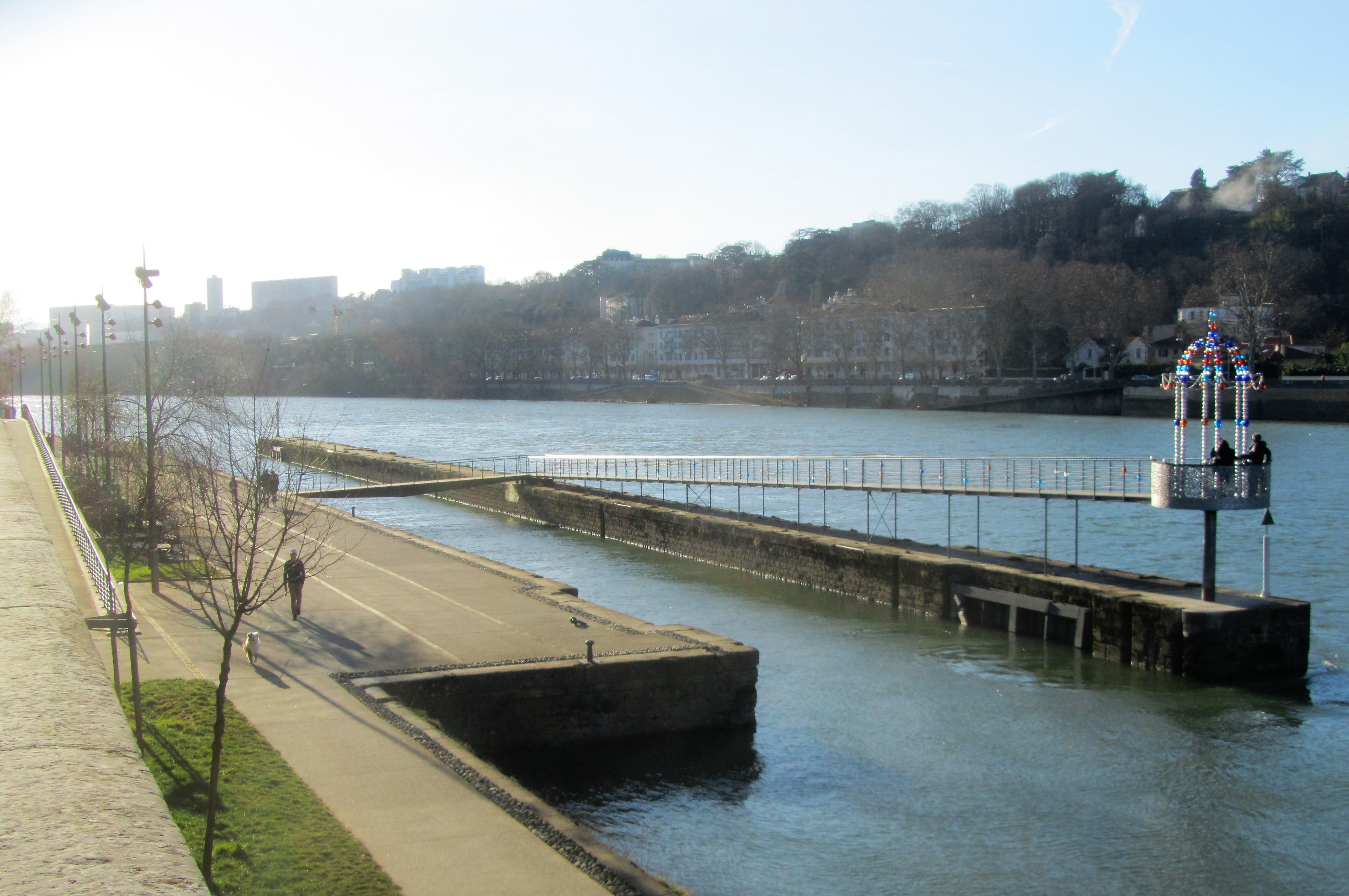
Écluse de l 'Île Barbe

Tout en étant un moyen de déplacement pour les habitants de la ville, le Vaporetto permet  de découvrir Lyon du Nord au Sud par la Saône de Confluence à l'Ile Barbe.

## Historique

Débarcadère du quai Saint-Antoine, 1907.

En juin 1863, est mise en service par la Compagnie des  bateaux omnibus une liaison par bateaux-mouches entre la Mulatière et Vaise. Ces bateaux doivent leur nom aux chantiers navals dans le quartier de le Mouche à Lyon. À partir de 1910, le trafic diminue rapidement pour être supprimé en 1913.
A la création du centre commercial de la confluence en 2012, le service Vaporetto a été remis en service.
Le service Vaporetto prend fin le 18 mai 2025 afin de laisser place à une navette des TCL reliant Vaise-Industrie à la Presqu'île, et occasionnellement au centre commercial Confluence (les mercredis, samedis, dimanches et vacances scolaires),.